# Ered Mithrin
Ered Mithrin v překladu ze sindarštiny znamenající Šedé hory je pohoří nacházející se v Tolkienově fiktivním světě Středozemi.

## Geografie

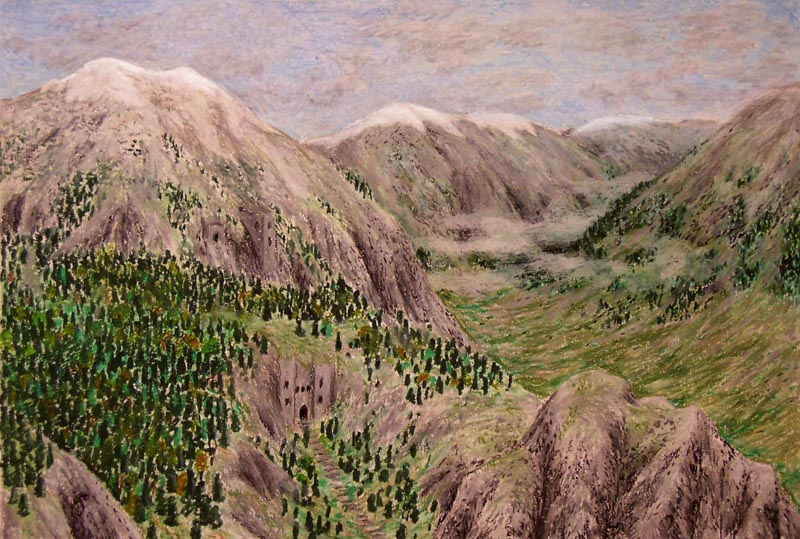
Ered Mithrin - ilustrace Matěje Čadila

Ered Mithrin jsou pozůstatkem pásu hor Ered Engrin, které na svou obranu na počátku věků vyzvednul Temný pán Morgoth. Po zkáze během války hněvu se až do třetího věku dochovaly jen zbytky původního pohoří a mezi pozůstatky Ered Engrin zůstaly též mimo jiné Šedé hory, táhnoucí se od svého západního po východní konec v délce 580 mil, což je zhruba 930 km. Na západě sousedí pohoří s horou Gundabad a na východě pozvolna přechází v náhorní plošinu zvanou Zvadlá vřesoviště. Ered Mithrin tvoří hranici mezi Forodwaithem na severu a Rhovanionem na jihu. Šedé hory rovněž kopírují severní hranici Temného hvozdu a směrem na jih od jejich vrcholů se nachází Osamělá hora.

### Vodstvo
V Šedých horách pramenily řeky:
- Lesní řeka – protékající Temným hvozdem
- Sivá – po soutoku s Táhličkou tvořila Anduinu

## Osídlení
Mnozí trpaslíci osídlili Ered Mithrin již po roce 1981 třetího věku, kdy byli balrogem vyhnáni z Morie. Šedé hory však byli nebezpečné kvůli drakům ze severu, kteří trpasličí sídla často napadali. Drak Scatha pobil mnoho naugrim a nashromáždil jejich poklady. Někdy kolem roku 2000 se ho však podařilo zabít Framovi, jednomu z lidu Éothéodu. Trpaslíci žádali po lidech navrácení jejich pokladu, avšak Fram poslal trpaslíkům jako odpověď pouze náhrelník ze Scathových zubů. Trpaslíci byli rozhněváni tou urážkou a tak lid Éothéodu napadnuli a Frama usmrtili. Šedé hory byly velice bohaté na naleziště zlata a trpasličí města díky němu poté v době míru velice bohatla. Naugrim v Šedých horách rozhojnili nově příchozí trpaslíci z Ereboru vedeni králem Durinova lidu, Thorinem I. v roce 2210 Třetího věku. Za vlády krále Dáina I. však ze severních pustin přilezli ledoví draci, kteří roku 2589 zabili krále a vyplenili mnohé z trpasličích pokladů. Přeživší trpaslíci poté hory opustili a rozešli se do Železných hor a část zpět do síní Ereboru. Po odchodu trpaslíků se v Ered Mithrin usadili skřeti a z hor se stalo nebezpečné místo. Po roce 2941, kdy v bitvě pěti armád padla většina skřetů ze severu, se situace na čas zlepšila, avšak s navracející se Sauronovou mocí se počet skřetů v horách začal opět zvyšovat. Definitivní konec skřetů v Ered Mithrin znamenal pád Saurona v roce 3019.